# Kanton Droué
Droué is een voormalig kanton van het Franse departement Loir-et-Cher. Het kanton maakte deel uit van het arrondissement Vendôme tot het op 22 maart 2015 werd opgeheven en geheel werd opgenomen in het op die dag gevormde kanton Le Perche.

## Gemeenten
Het kanton Droué omvatte de volgende gemeenten:
- Bouffry
- Boursay
- La Chapelle-Vicomtesse
- Chauvigny-du-Perche
- Droué (hoofdplaats)
- Fontaine-Raoul
- La Fontenelle
- Le Gault-Perche
- Le Poislay
- Romilly
- Ruan-sur-Egvonne
- Villebout